# حارة الجوة (صنعاء)
الجوة هي إحدى حارات حي القابل (صنعاء) بمدينة الروضة شمال العاصمة اليمنية "صنعاء"، بلغ تعداد سكانها 449 نسمة حسب تعداد اليمن لعام 2004.